# 홍기 (조선의 승려)
홍기(洪基: 1822~1881)는 조선 말기의 승려이다. 호는 우담(優曇), 초명은 우행(禹幸), 성은 권(權)이다.
자신(自信)에게서 승려가 되고, 한성(翰醒)에게서 배우고, 강파(江坡)에게서 구족계를 받았다. 화엄 · 염송(拈頌)에 밝았으며, 특히 선(禪)에 통달하고 강석을 열어 후학을 가르쳤다.
만년에 《선문증정록(禪門證正錄)》을 지어 긍선(亘璇)의 《선문수경》을 논박, 불조전심(佛祖傳心)의 묘리를 밝혔다.

## 같이 보기
- 조선 말기의 선론
- 긍선
- 의순
- 유형
- 서진하

## 참고 문헌
- 이 문서에는 다음커뮤니케이션(현 카카오)에서 GFDL 또는 CC-SA 라이선스로 배포한 글로벌 세계대백과사전의 내용을 기초로 작성된 글이 포함되어 있습니다.